# Nicole J. Moreau
Nicole Jeanne Moreau (* 3. Juli 1941 in Perpignan) ist eine französische Chemikerin. In ihrer Forschung untersuchte sie unter anderem die chemischen Grundlagen von Antibiotika und Antibiotikaresistenz. Sie diente von 2010 bis 2011 als Präsidentin der IUPAC.

## Wissenschaftliche Laufbahn
Moreau studierte ab 1958 Physik, Mathematik und Chemie an der Universität von Paris und schloss mit einem Bachelor in Physik ab. 1961 erhielt sie ihren Master-Abschluss in physikalischer Chemie. Moreau promovierte 1967 als Physikerin an der Universität Orsay (heute Universität Paris-Süd). In ihrer postdoktoralen Arbeit spezialisierte sie sich auf biochemische Forschung zu Wirkmechanismen von Antibiotika und die molekularen Ursachen für Antibiotikaresistenzen. Es gelang ihr als erste Enzyme zu isolieren, die Aminoglykosid-Antibiotika inaktivieren.
Seit 1993 ist sie volle Professorin an der Universität Pierre und Marie Curie in Paris.
Seit 2000 war Moreau Mitglied des Büros der IUPAC, seit 2006 saß sie im Exekutivausschuss und diente in den Jahren 2010 und 2011 als Präsidentin der Organisation. Sie hatte als erste Frau dieses Amt inne.

## Auszeichnungen
- Prix de l'Académie de Pharmacie, Paris, 1974[1]
- IUPAC Distinguished Women in Chemistry or Chemical Engineering, 2011[4]